# Прозрение (фильм, 1965)
«Прозрение» — советский чёрно-белый художественный фильм 1965 года, снятый Шухратом Аббасовым на киностудии «Узбекфильм».
Премьера фильма состоялась 17 октября 1966 года. Фильм посмотрели 11,3 млн зрителей.

## Сюжет
Камал вышел из тюрьмы и не может простить своего отца Акбара за то, что он считает его виновным в своём заключении. Он вспоминает историю об Акбаре, который был слепым после возвращения с фронта Великой Отечественной войны, но не потерял жизненного оптимизма и доброты. Он помогал людям и стремился к их благополучию, несмотря на свою слепоту. Камал узнаёт, как Акбар помогал девушке, которая потеряла зрение, и как он участвовал в разоблачении мошенников. Камал понимает, что его отец Акбар всегда был на его стороне и что его душевное прозрение поможет им примириться и раскрыть истинную ценность отцовской любви.

## В ролях
- Хоммат Муллык (дублировал Алексей Консовский) — Акбар Садыков
- Сайрам Исаева (дублировала Серафима Холина) — Фарида Садыкова
- Мухтар Ага-Мирзаев (дублировал Степан Бубнов) — Рустам Хакимов
- Гульчехра Джамилова (дублировала Роза Макагонова) — Гульчехра
- Х. Юнусов (дублировал Владимир Шпаков) — Камал
- Светлана Норбаева (дублировала Ирина Карташёва) — Хадича
- Нариман Латипов (дублировал Виктор Рождественский) — Мурад

## Съёмочная группа
- Режиссёр: Шухрат Аббасов
- Сценаристы: Ибрагим Рахим, Шухрат Аббасов
- Операторы: Мирон Пенсон, Трайко Эфтимовский
- Композитор: Энмарк Салихов
- Художник: Эмонуэль Калонтаров

## Критика
Татьяна Хлоплянкина писала, что в фильме «хоть и совершенно теряется мысль из-за попыток повторить причудливые изгибы „потока сознания“», но первые кадры фильма показывают, что «режиссёру и операторам удалось передать на экране радостное чувство свободы и удивление главного героя при виде праздничной суеты города, от которой он уже успел отвыкнуть».